# Henry Petersen
Henry Petersen (Ring, Horsens, 1 d'octubre de 1900 - Copenhaguen, 24 de setembre de 1949) va ser un atleta danès, especialista en salt de perxa, que va competir a començaments del segle xx.
El 1920 va prendre part en els Jocs Olímpics, d'Anvers, on disputà la prova del salt de perxa del programa d'atletisme. En ella guanyà la medalla de plata en quedar rere Frank Foss. Quatre anys més tard, als Jocs de París, tornà a disputar la prova del salt de perxa del programa d'atletisme. En aquesta ocasió finalitzà en quarta posició.
Petersen va guanyar el títol nacional de salt de perxa el 1920, 1921, 1923, 1925, 1926 i 1927. Millorà el rècord nacional en vuit ocasions, passant dels 3,69 m el 1919 als 4,03 m el 1925. També va guanyar tres títols nacionals del 4x100 metres relleus (1919, 1920 i 1922) i cinc en proves de gimnàstica per equips entre 1921 i 1927. Es va retirar de l'esport poc abans dels Jocs Olímpics de 1928 per culpa de la tuberculosi.